# Onafhankelijk Rijswijk
Onafhankelijk Rijswijk is een Nederlandse politieke partij in de Zuid-Hollandse gemeente Rijswijk. Zij was hier van 1986 tot 2022 in de gemeenteraad vertegenwoordigd.

## Historie
Onafhankelijk Rijswijk werd in 1985 door Dick Jense en Wolter Fischer opgericht uit onvrede met de toenmalige Rijswijkse gemeentepolitiek en uit bezorgdheid voor annexatie door Den Haag. Bij de gemeenteraadsverkiezingen van 1986 haalde de partij twee zetels. Via vijf zetels in 1990 steeg het aantal zetels van Onafhankelijk Rijswijk naar elf bij de gemeenteraadsverkiezingen van 1994, waarmee Onafhankelijk Rijswijk de grootste partij in de raad werd. De partij trad toe tot het college. Jense werd wethouder.
Bij de verkiezingen van 1998 (twaalf zetels) en 2002 (tien zetels) bleef Onafhankelijk Rijswijk de grootste partij in Rijswijk. In 2002 vormden VVD, CDA en PvdA echter een meerderheidscollege zonder de lokale partij. In 2006 en 2010 viel de partij verder terug naar respectievelijk acht en zes zetels, maar leverde ze wel weer een wethouder. Jense was zowel van 1994 tot 2002 als van 2006 tot 2014 wethouder. In 2014 daalde het aantal zetels naar twee en werd Onafhankelijk Rijswijk ingehaald door de lokale partijen Beter voor Rijswijk (een afsplitsing van Onafhankelijk Rijswijk) en Gemeentebelangen Rijswijk. In de aanloop naar de gemeenteraadsverkiezingen van 2018 trok Dick Jense zich terug. Zijn zoon Dick Jense jr. werd voorzitter van Onafhankelijk Rijswijk en Rob Korbijn werd door het bestuur benoemd tot lijsttrekker van de partij. Toen de partij bij deze verkiezingen verder terugzakte naar één zetel, zag Korbijn af van zijn zetel en maakte hij plaats voor Romy de Man. De Man is tevens lid van de Libertaire Partij.
In december 2021 werd aangekondigd dat niet zou worden deelgenomen aan de volgende gemeenteraadsverkiezingen. In samenspraak met (voormalige) leden stekde de partij zich te willen omvormen tot "een denktank en netwerkorganisatie van lobbyisten, die zich inzetten voor het maatschappelijk belang van alle inwoners van Rijswijk”.

## Landelijk
Na de overwinning in 1994 stuurde Dick Jense aan op meer samenwerking tussen de vele plaatselijke, provinciale en regionale partijen. Hij stond daarmee (in samenwerking met De Groenen en andere lokale partijen in Zuid-Holland) aan de wieg van de Onafhankelijken Zuid-Holland, samenwerkende statenfracties die bij de Eerste Kamerverkiezingen 1995 voor een novum zorgden door een niet aan een fractie in de Tweede Kamer gelieerde senator te kiezen: Marten Bierman van De Groenen. Naderhand ging dit samenwerkingsverband verder als Onafhankelijke SenaatsFractie (OSF).
Nadat de Stadspartij Rotterdam, Leefbaar Utrecht en Leefbaar Hilversum elkaar in het najaar van 1998 vonden in de nieuwe landelijke partij Leefbaar Nederland, werd Jense door het bestuur voor een verkiesbare plaats op de lijst voor de Tweede Kamer gezet. Van 2002 tot 2003 was hij voor negen maanden een van de twee parlementsleden van die partij.

## Verkiezingsresultaten
| Jaar | Stemmen | %      | Zetels |
| ---- | ------- | ------ | ------ |
| 1986 | 2.078   | 7,29%  | 2      |
| 1990 | 4.241   | 17,67% | 5      |
| 1994 | 9.194   | 35,65% | 11     |
| 1998 | 9.544   | 39,58% | 12     |
| 2002 | 6.542   | 30,32% | 10     |
| 2006 | 5.759   | 27,69% | 8      |
| 2010 | 4.205   | 20,97% | 6      |
| 2014 | 1.881   | 9,22%  | 2      |
| 2018 | 1.106   | 5,20%  | 1      |